# Кампело сул Клитуно
Кампѐло сул Клиту̀но (на италиански: Campello) е малко градче и община в Централна Италия, провинция Перуджа, регион Умбрия. Разположено е на 162 m надморска височина. Населението на общината е 15 777 души (към 2010 г.).